# 대한민국 국군
대한민국 국군(한국 한자: 大韓民國 國軍, 영어: Republic of Korea Armed Forces, ROK Armed Forces)은 1948년 8월 15일에 창설된 대한민국의 정규군으로, 대한민국 육군, 대한민국 해군 (해병대 포함), 대한민국 공군으로 구성되어 있다.
대한민국 국군의 창설 후, 한국 전쟁을 거쳐 1964년에는 베트남 전쟁에 파병, 1973년 철수 때까지 32만 명이 참전하였다. 그 외에도 1991년 걸프전, 1993년 소말리아, 1999년 동티모르 등에 세계 평화 유지를 위해 파병되었다. 창설 당시 국군의 모든 지휘권은 대한민국 정부에 있었으나 한국 전쟁 당시에 이승만 대통령이 당시 유엔군 사령관이었던 더글러스 맥아더에게 국군의 모든 작전지휘권을 이양하였고, 1978년 7월 한미연합군사령부가 창설되면서 유엔군 사령부에 있었던 국군의 모든 작전지휘권(작전통제권)이 한미연합사로 이양되었다. 1992년에 지상군 사령부에 대한 지휘권이, 1994년에 평시작전통제권이 한국군에게 환수되었다.

## 병력
대한민국 육군은 병력 365,000명, 전차 2,200대, 장갑차 3,100대, 보병전투차 470여 대, 견인포 3,500문, 자주포 2,300문, 다연장 로켓 310문, 전략 탄도/순항미사일 수천발, 다양한 미사일 수천발(지대지, 지대공, 함대지 등), 헬기 620기를 보유하고 있다.
대한민국 해군(예하 해병대 포함)은 병력 약 70,000명, 잠수함 약 20척, 전투함정 약 140척, 지원함정 20척, 헬기 약 60대, 해상초계기 약 20여 대를 보유하고 있다.
대한민국 공군은 병력 약 65,000명, 전술기 410대, 감시통제기 약 70대, 공중기동기 약 50대, 훈련기 190대, 헬기 약 40대를 보유하고 있다.
2024년 1월 육군에는 현재 34개 사단이 있다(전방 기계화보병 3개, 그 외 상비 13개, 지역방위(구 향토) 12개, 동원 5개, 공수 1개(2사단)). 그 외 해군 예하 해병대 2개 사단이 있다. 2019년 1월 1군와 3군을 지상작전사령부로 통합되었고, 2023년 7월 5개의 지역군단과 1개의 기동군단으로 개편되었고, 2025년 이후 상비사단인 28사단을 해체하여 33개의 사단을 유지할 계획이다(해병 2개 별도).

## 지휘권

### 지휘, 통수권
1950년 7월, 국군의 모든 지휘권과 작전 통제권은 한국전쟁(6.25전쟁) 당시 유엔군사령관에게 이양했으나 1992년에 평시작전통제권 중 지상군에 대한 지휘권이, 1994년에는 나머지 평시작전통제권 전부가 국군에 이양되었다. 2012년 4월 12일에는 전시 작전통제권도 국군에 이양될 예정이었다. 그러나 2010년 6월 27일, 이명박 대통령과 미국 오바마 대통령은 2015년 12월로 연기하기로 합의하였다. 그 이유는 2010년 3월 26일 대한민국 해군 함정 천안함이 서해 백령도 부근에서 북한군 반잠수정에 의해 침몰된 사건 때문인 것으로 알려졌다. 대신 재연기는 없는 것으로 하였으나 2014년 10월 23일 미국 워싱턴에서 열린 한미안보협의회(SCM)에서 대한민국과 미국의 국방부 장관은 전시작전통제권 전환 시기를 정하지 않고 2020년대 중반에 전환 여부를 검토한다고 합의하면서 사실상 무기한 연기하였다.

### 지휘 권한
대통령은 헌법과 법률이 정하는 바에 의거하여 대한민국 국군(육군, 해군, 공군, 해병대 등)을 통솔하며, 국방부 장관은 대통령의 지시 사항을 받아 군사에 관한 사항을 정리하고 합동참모의장과 각군의 참모총장을 지휘·감독하고, 모든 군에게 명령을 직접 지휘하고 하달한다.
합동참모의장은 군령에 관하여 국방부장관을 보좌하며, 국방부장관의 명을 받아 전투를 주임무로 하는 각군의 작전부대를 작전지휘·감독하고, 합동작전의 수행을 위하여 설치된 합동부대를 지휘·감독한다. 육군에 육군참모총장, 해군에 해군참모총장, 공군에 공군참모총장을 두며, 해병대에 해병대 사령관을 둔다.
해병대 사령관은 해병대를 지휘·감독하며 서북도서방위사령부 사령관을 겸직한다.
각군 참모총장은 국방부장관의 명을 받아 각 군을 지휘·감독하나, 전투를 주임무로 하는 작전부대에 대한 작전지휘·감독은 제외된다.
단, 해병대 사령관은 해병대에 대한 군정권/군령권을 모두 행사하며 국군 최초의 육, 해, 공, 해병대 합동군 체제인 서북도서방위사령부를 작전지휘.감독한다.

## 군사 조직
- 대한민국 육군(大韓民國 陸軍, Republic of Korea Army, ROKA)
- 대한민국 해군(大韓民國 海軍, Republic of Korea Navy, ROKN)
  -  대한민국 해병대(大韓民國 海兵隊, Republic of Korea Marine Corps, ROKMC)
- 대한민국 공군(大韓民國 空軍, Republic of Korea Air Force, ROKAF)
- 대한민국 예비군(大韓民國 豫備軍, Republic of Korea Reserve Force, ROKRF)

## 역사

### 기원
대한민국 국군은 대한제국군과 의병, 일제강점기의 독립군, 1939년 1월 8일에 결성된 한국독립당의 한국독립군, 그리고 1940년 9월 17일에 중국 충칭에서 창설된 한국 광복군에 뿌리를 두고 있다고 자처하고 있다.
그러나 실체적으로는 1946년 1월 15일에 편성된 미군정의 남조선국방경비대가 대한민국 국군의 시작이었다. 남조선국방경비대는 백선엽, 이용무, 양국진, 최덕신, 김백일, 유재흥, 신학진, 박동균 등 주로 일본군과 만주군 인맥들이 주축이었다.

### 창군
1945년 8월 15일 해방과 더불어 일본군·만주국군·중화민국 국민혁명군 등에 소속하였던 군사 경험자들은 조국의 광복(1945.8.15)과 때를 같이하여 군사단체를 조직했다.
해병대(1945년 8월 23일)·국군준비대·육해공군 동지회·학병동맹·해방병단(海防兵團)(1945년 11월 11일) 등이 결성되었으나, 1945년 11월 13일 미 군정 법령 28호로 아놀드 군정장관 지휘하에 국방사령부가 설치되자 앞서 발족한 여러 군사단체들이 서서히 하나로 흡수되기 시작했다.
이 국방사령부의 설치는 국군 창설의 최초의 시도로서 이때부터 비로소 대한민국의 국방을 위한 조직·편성·훈련이 착수되었다. 최초로 국군의 기간장교가 육성되기 시작은 12월 5일에 미군정청(美軍政廳)이 군사영어학교를 설치하여 110명의 요원을 배출하는 때부터였다.
1946년 1월 15일에는 불과 1개 대대의 병력으로 남조선 경비대(초대 대장 마셜 미 육군중령)가 창설되었으며, 1946년 3월 29일 공포된 미 군정법령 제64호에 따라 국방사령부가 국방부로, 1946년 6월 15일에는 군정법령 86호에 따라 국방부는 다시 통위부(統衛部)로 개칭되었다(초대 통위부 부장 유동열, 초대총사령관 송호성).
이 때부터 통위부 밑에 조선국방경비대와 해안경비대가 창설되었으니, 1946년 1월 15일자로 발족했던 남조선 경비대는 국방경비대로, 그리고 1945년 11월 11일 발족했던 해방병단은 해안경비대로 각각 발전하였다. 그해 12월 1일에는 현행 계급제도가 채택되었으며, 1948년 4월 1일에는 국방경비대 안에 항공부대가 창설되었다.
1948년 7월 17일에 대한민국 헌법과 정부조직법이 공포됨에 따라 초대 국방장관에 이범석 장군이 임명되었고, 8월 29일 국방경비대와 해안경비대는 국군으로 편입되어 9월 5일 마침내 육군(초대 참모총장 이응준) 및 해군(초대 참모총장 손원일)이 정식으로 발족하게 되었다. 이후 육군에서 공군과 육군이 나뉘고, 해군에서 해병대가 창설 되면서 현재의 구조를 갖추게 되었다.
한편 1948년 4월 1일 국방경비대 안에 창설되었던 항공부대는 9월 13일 육군 항공사령부로 승격하고 1949년 10월 1일 육군으로부터 군이 분리되어 공군(초대 참모총장 김정렬)으로 정식 발족함으로써 비로소 3군 체제형성의 발전적 기반을 마련하였다.
이보다 앞서 1949년 4월 15일 경상남도 진해시에서 해군의 예하인 해병대(초대 사령관 신현준)가 창설되었다.

### 한국 전쟁(6.25 전쟁)
한국 전쟁 초기 대한민국 육군은 동부전선의 이성가, 김종오 대령이 지휘하는 대한민국 8보병사단, 대한민국 6보병사단이 선전을 했으나, 서부전선의 경우 고전을 치러야 했다. 옹진반도를 방어하던 대한민국 육군참모본부 직할 17연대(백인엽 지휘)는 개전 직후 철수했으며, 청단-개성-문산을 방어하던 1사단(백선엽 지휘)은 동년 동월 27일까지 효과적으로 방어를 하였으나, 우측의 7사단이 괴멸하여, 서울이 점령됨에 따라 한강 이남으로 철수해야 했다. 이 과정에서 1사단도 전투력의 60%이상을 상실하였으나 건제를 유지하였다. 의정부-포천축선을 방어하던 7사단의 경우 의정부지구 1연대의 선전에도 불구하고 포천축선의 9연대가 괴멸되고 이에 축차투입된 수도경비사령부(현재 육군 3군사령부 예하수도기계화보병사단) 3연대, 2사단, 5사단도 붕괴됨으로써 절체절명의 위기를 맞게 된다.
이에 중국 국부군 2성 장군 출신의 김홍일 장군이 시흥지구 전투사령부를 조직하여 혼성 사단을 조직 한강선을 7일간 방어함으로써 미군이 전개할 시간을 얻었다. 50년 7월 5일과 7월 24일에 단행된 사단 재편성을 거쳐 해체되지 않고 유지되는 사단은 1사단, 6사단, 8사단 이상 3개 사단이며 3사단은 7월 5일부로 해체되었으나, 예하 22, 23연대의 건제가 그대로 유지되고 있었고 7월 24일부 다시 사단이 구성된다. 상기 4개사단 (1, 3, 6, 8사단)을 제외한 나머지 사단 (2, 5, 7사단)은 소리소문없이 사라졌다가 후에 재창설된다. 수도경비사령부의 경우 7월 5일부 수도사단으로 개칭되었다. 초기 창군 과정에서 장교들이 고속 승진을 거듭한 끝에 장군이라고 해도 김홍일, 김석원, 이응준 장군을 제외한 나머지 장군들이 20대 후반 ~ 30대 중반이었던 관계로 지휘 경험과 대규모 군대 운영 및 행정 경험이 부족하여 전쟁 기간 내내 지휘력, 전투력 부족 문제로 시달려야 했다. 그나마 위의 3 장군도 50년 9월 이후는 전쟁 일선에서 물러났다.
사단급 제대가 다시 10개로 늘어난 후에도 군단 편성이 늦어진 점이나 편성된 군단도 다른 나라 "군단" 급 부대에 비하면 보병사단 3개를 모아둔 것에 불과할 뿐, 군단으로서 전투력을 가지지 못한 경우도 있었다.(실제로 이들 제1, 2군단은 모두 해체되는 아픔을 겪었고, 현재의 제1군단은 1952년에 지리산 공비 토벌전을 위해 임시 편성인 기동 부대 성향의 백야전사령부를 모태로 새로 창설한 것이다.) 대체적으로 국군은 투지는 강했으나, 훈련의 양과 질, 장군의 지휘 능력, 보유 장비 등에서 부족함이 많았다. 백선엽은 회고록에서 "1개 보병사단 전체를 105mm 1개 포병대대가 지원하고, 연대는 4.2인치 박격포 중대가 지원하는" 상황이었다고 술회했다. 당시 미군 보병사단은 1개 155mm 대대와 3개 105mm 대대로 사단 포병을 구성하고 있었다.
1951년 이후 미국이나 대한민국 모두 국군의 군사력 증강을 위하여 노력을 기울였다. 미국도 NATO의 창설과 냉전 분위기 등으로 인해 대한민국에서 병력을 철수해야 하는 상황이었다. 백선엽 장군의 회고록에 따르면 1951년까지 미국과 이승만 대통령은 증강에는 동의했지만, 그 방식에서 의견이 첨예하게 대립했다. 이승만 대통령은 기존 10개 사단 외에 10개 사단 추가 증설을 위한 지원을 요구했고, 미국은 기존 사단들도 전투를 제대로 수행하지 못하는데 무슨 10개 사단 증설이냐면서 기존 사단들의 전투력 배양이 먼저라고 맞받아쳤다. 즉, 양이냐, 질이냐에서 이승만 대통령은 전자를, 미국은 후자를 주장한 것이다.
이 와중에 현리 전투에서 대한민국 3군단이 맥없이 패배하여 수십Km를 후퇴했고, 이웃한 미군 사단들이 급히 수습에 나서야 하는 사건이 발생한다. 이 전투에서 국군이 보여준 무기력한 모습은 결국 미국 8군 사령부와 유엔군 사령부의 중대 결단을 낳게 했다. 당시 대한민국 육군참모본부는 최전방에 전방지휘소를 두고 국군 군단에 대해 어느 정도의 작전지휘를 하고 있었다. 1950년 7월 협정으로 이승만 대통령이 미국에 국군의 전체 지휘권을 넘겨주었지만, 미군은 적당히 융통성을 발휘해 육본의 독자 지휘를 어느 정도 인정해주고 있었다. 그러나 이 사건으로 전방지휘소 뿐만 아니라 제3군단마저 폐지하고 모든 국군 사단을 미군 군단에 배속시키게 된다. 군단급 이상 상급 부대가 모두 폐지된 것은 국군에게는 치욕이었으나, 이승만도 미군의 주장을 인정하지 않을 수 없는 상황이었다. 결국 전쟁 중 국군의 1차 증강은 미군의 주장에 따라 기존 사단들의 전투력 배양과 장교에 대한 교육 과정 강화를 우선 사업으로 시작하게 된다.
휴전 후 병력증강과 M4 셔먼, M47 패튼 전차 도입 등 장비증강이 진행되었고, 1954년까지 제1, 2군 사령부와 군수기지사령부·군관구사령부, 10개 예비사단이 창설되었다.

### 군사 독재
1961년 5월 16일의 5.16 군사 정변 이후 대한민국 국군의 지휘관 출신 인사들이 대한민국 정부의 주도권을 장악하였다. 경제발전 등의 성과는 있었으나 이후 12.12 쿠데타, 광주 민주화 운동 당시의 학살 등의 문제로 군사 독재의 문제점은 드러나게 되었고, 결국 1993년 문민 정부의 출범과 함께 군사 독재 정권은 종결되었다. 경우에 따라서는 제5공화국까지의 시대를 군사 독재 시기로 간주하기도 한다.

### 베트남 전쟁(월남전) 참전
1963년부터 미국은 베트남 전쟁에 파견, 지원할 군사적 협력을 세계 각국에 요청하였고 대한민국 역시 미국의 파월 지원 요청에 응하여 1964년 제1차 파병단(제1이동외과병원 및 태권도교관단)을 시작으로 1972년까지 32만 명의 국군을 파병하게 된다. 32만 명 파견 중 전사 5000명, 부상 1만 9000명의 사상자가 나오기도 했다.
국군 발전사상 베트남 전쟁 파병은 특기할 만한 일이다. 1964년 9월 11일 1300명으로 구성된 제101 이동외과 병원과 10명으로 구성된 태권도 교관단의 파견, 1965년 3월 16일 육군 건설공병부대인 비둘기 부대(1개 공병대대, 해병 공병중대, 경비대대, 수송중대)가 파견된 이후 계속 증파되어 10월 9일에는 제2해병여단(청룡부대)를, 10월 22일엔 수도사단(맹호부대)를, 1966년 8월 30일에 제9사단(백마부대)가 파병됨으로써 무려 약 5만 명(군단 규모)을 헤아리게 되었다.
국군의 베트남 파병에 대해서는 그 때마다 남베트남 정부의 요청과 대한민국 국회의 승인이 있었으나 그 심의과정에서는 야당인사인 윤보선, 장준하 등의 반대를 시작으로, 파병 찬·반 양론이 엇갈리기도 하였다. 그러나 월남전에 파월(월남에 파병)한 국군은 극복할 수 있는 문제점을 극복했을 뿐만 아니라 다대한 전공과 업적을 쌓았으며, 베트남 땅에 국군에 대한 많은 신화를 남겨 놓게 되었다. 베트남 파병의 대가로 미국으로부터 받은 자금과 노획한 무기로 군사무기 개량과 경부고속도로 건설, 경제 개발 사업 자금 등으로 활용되었다. 베트남전이 서서히 막을 내리던 1973년 3월 파월 국군은 완전히 베트남 땅에서 철수하였다.

## 국방비
- 국방비는 2024년 기준 59조 원이다. GDP 대비 2.62%, 정부재정대비 14.7%이다. 주요 군사 강국(미국, 중국, 일본 등)들에 비해 국방비가 적다는 여론이 있으나, 대한민국은 매년 지속적으로 국방비를 증액시키고 있다.[20]

### 부대별 운영비용[21]
평균 경상운영비에는 인건비, 급식 및 피복, 국방정보화, 장병보건 및 복지향상, 군수지원 및 협력, 교육훈련, 군사시설운영, 예비전력관리, 기타 행정 경비 등이 포함되어 있다.
2009년 기준
- 육군 기계화보병사단 평균 경상운영비 : 1,606억 원
- 육군 상비사단 평균 경상운영비 : 1,424억 원
- 육군 지역방위(구 향토)사단 평균 경상운영비 : 1,115억 원
- 해병대 평균 경상운영비 : 893억 원
- 육군 동원사단 평균 경상운영비 : 277억 원

## 해외 파병
대한민국 국군은 2014년 3월 기준으로 17개 지역에 1,195명을 파병하고 있는데, 이 중 유엔 평화유지군으로는 640명, 다국적군으로는 555명을 파병하고 있다.
항구적 자유 작전 - 아프리카의 뿔(OEF-HOA)에서 해상안보의 확립을 위해 청해부대로도 잘 알려진 해군의 소말리아 해역 호송전대를 파견하였다.

### 안보 협력 혹은 동맹군 지원
| 군종 | 부대 명칭              | 별명   | 기간            | 기간   | 전쟁/임무                       |
| 군종 | 부대 명칭              | 별명   | 시작일          | 종료일 | 전쟁/임무                       |
| ---- | ---------------------- | ------ | --------------- | ------ | ------------------------------- |
| 육군 | 국제평화지원단         | 온누리 | 2010년 7월 1일  | 현재   | -                               |
| 해군 | 소말리아 해역 호송전대 | 청해   | 2009년 3월 13일 | 현재   | 아프리카의 뿔                   |
| 육군 | UAE 군사훈련협력단     | 아크   | 2011년 1월      | 현재   | 아랍에미리트와의 군사 훈련 협력 |

| 군종 | 부대 명칭                | 별명   | 기간             | 기간             | 전쟁/임무                                    |
| 군종 | 부대 명칭                | 별명   | 시작일           | 종료일           | 전쟁/임무                                    |
| ---- | ------------------------ | ------ | ---------------- | ---------------- | -------------------------------------------- |
| 합동 | 주월한국군사령부         | -      | 1965년 9월 25일  | 1973년 7월 1일   | 베트남 전쟁                                  |
| 해군 | 해군 수송지원단          | 해성   | 2001년 12월 18일 | 2003년 9월 1일   | 아프가니스탄 전쟁                            |
| 공군 | 제57항공수송단           | 청마   | 2001년 12월 18일 | 2003년 12월 31일 | 아프가니스탄 전쟁                            |
| 육군 | 제924의료지원단          | 동의   | 2001년 12월 18일 | 2007년 12월 23일 | 아프가니스탄 전쟁                            |
| 공군 | 제100건설공병단          | 다산   | 2003년 2월 6일   | 2007년 12월      | 아프가니스탄 전쟁                            |
| 공군 | 제58항공수송단           | 다이만 | 2004년 8월 31일  | 2008년 12월 19일 | 아프가니스탄 전쟁                            |
| 육군 | 이라크 평화재건사단      | 자이툰 | 2004년 2월 23일  | 2008년 12월 20일 | 이라크 파병                                  |
| 육군 | 제320의료지원단          | 제마   | 2003년 4월 30일  | 2008년 12월 20일 | 이라크 파병                                  |
| 육군 | 제1100건설공병단         | 서희   | 2003년 4월 30일  | 2008년 12월 20일 | 이라크 파병                                  |
| 육군 | 대한민국 지역재건팀      | 오쉬노 | 2010년 7월       | 2014년 6월       | 아프가니스탄 전쟁                            |
| 합동 | 한국군 필리핀 합동지원단 | 아라우 | 2013년 12월 27일 | 2014년 12월 23일 | 태풍으로 피해를 입은 필리핀을 위한 복구 지원 |

### 유엔평화유지군
| 부대 명칭         | 별명 | 지역     | 임무       | 기간            | 기간             |
| 부대 명칭         | 별명 | 지역     | 임무       | 시작일          | 종료일           |
| ----------------- | ---- | -------- | ---------- | --------------- | ---------------- |
| 레바논 평화유지단 | 동명 | 레바논   | UNIFIL     | 2007년 2월      | -                |
| 남수단 재건지원단 | 한빛 | 남수단   | UNMISS     | 2013년 3월 1일  | -                |
| 상록수 부대       | -    | 소말리아 | UNSOM II   | 1993년 6월 29일 | 1994년 1월 15일  |
| 상록수 부대       | -    | 앙골라   | UNAVEM III | 1995년 10월     | 1997년 2월       |
| 상록수 부대       | -    | 동티모르 | UNAMET     | 1999년 10월     | 2003년 10월      |
| 아이티 재건지원단 | 단비 | 아이티   | MINUSTAH   | 2010년 2월 17일 | 2012년 12월 24일 |

## 조직

### 국방부
- 합동참모본부 (평시), 한미연합사령부 (전시)
  - 자운대
  -  대한민국 육군
    - 육군본부 (계룡대)
      - 육군훈련소
      - 상무대

  -  대한민국 해군
    - 해군본부 (계룡대)
    -  대한민국 해병대
      - 해병대사령부 (경기 화성시)

  -  대한민국 공군
    - 공군본부 (계룡대)

  - 국군의무사령부
    - 국군의무학교 (대전 유성구)
    - 국군간호사관학교 (대전 유성구)
    - 국군서울지구병원 (서울 종로구)
    - 국군대전병원 (대전 유성구)
    - 국군수도병원 (경기 성남시)
    - 국군고양병원 (경기 고양시)
    - 국군양주병원 (경기 양주시)
    - 국군포천병원 (경기 포천시)
    - 국군구리병원 (경기 구리시)
    - 국군계룡대지구병원 (충남 계룡시)
    - 국군강릉병원 (강원 강릉시)
    - 국군춘천병원 (강원 춘천시)
    - 국군홍천병원 (강원 홍천군)
    - 국군함평병원 (전남 함평군)
    - 국군대구병원 (경북 경산시)

  - 고등군사법원
  - 군사안보지원사령부
  - 국군복지단
  - 국군수송사령부
  - 국군사이버작전사령부
  - 국군정보사령부
  - 국군지휘통신사령부
  - 국군체육부대
  - 국군화생방방호사령부
  - 국립서울현충원
  - 국방대학교
  - 국방홍보원
  - 국방부 검찰단
  - 국방부 여군발전단
  - 국방부 호국장학재단
  - 국방부 합동조사단
  - 국방부 정훈국
  - 군사편찬연구소

### 육군

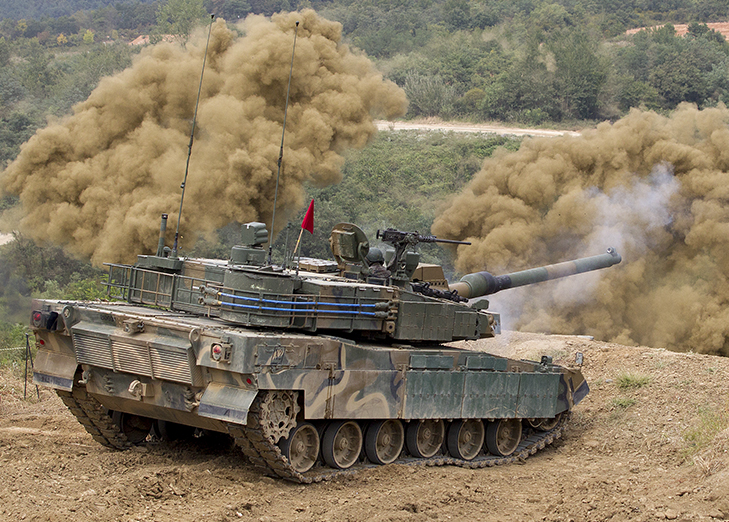
K2 흑표

대한민국 육군은 병력 365,000명, 전차 2,200대, 장갑차 3,100대, 보병전투차 470여 대, 견인포 3,500문, 자주포 2,300문, 다연장 로켓 310문, 전략 탄도/순항미사일 수천발, 다양한 미사일 수천발(지대지, 지대공, 함대지 등), 헬기 620기를 보유하고 있다.

### 해군

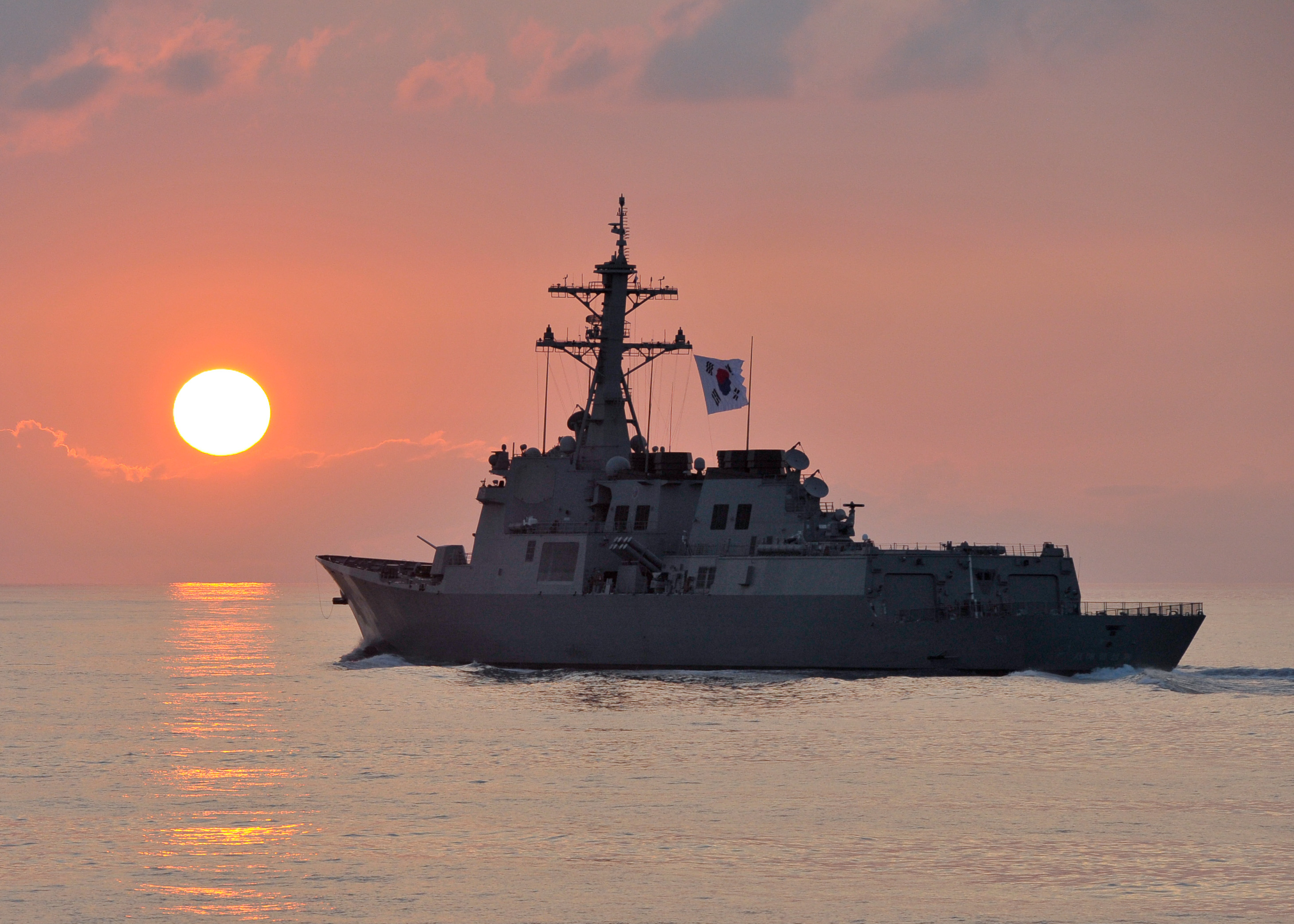
DDG-993 서애류성룡함

대한민국 해군은 함대 병력 4만 1천명, 잠수함 약 18척, 전투함정 약 100척, 상륙함정 약 10척, 지원함정 약 10척, 대잠헬기 및 해상초계기 약 100대를 보유하고 있으며 4개 함대 사령부, 2개 독립사령부, 2개 기타 독립 부대로 구성되어 있다.

#### 해병대

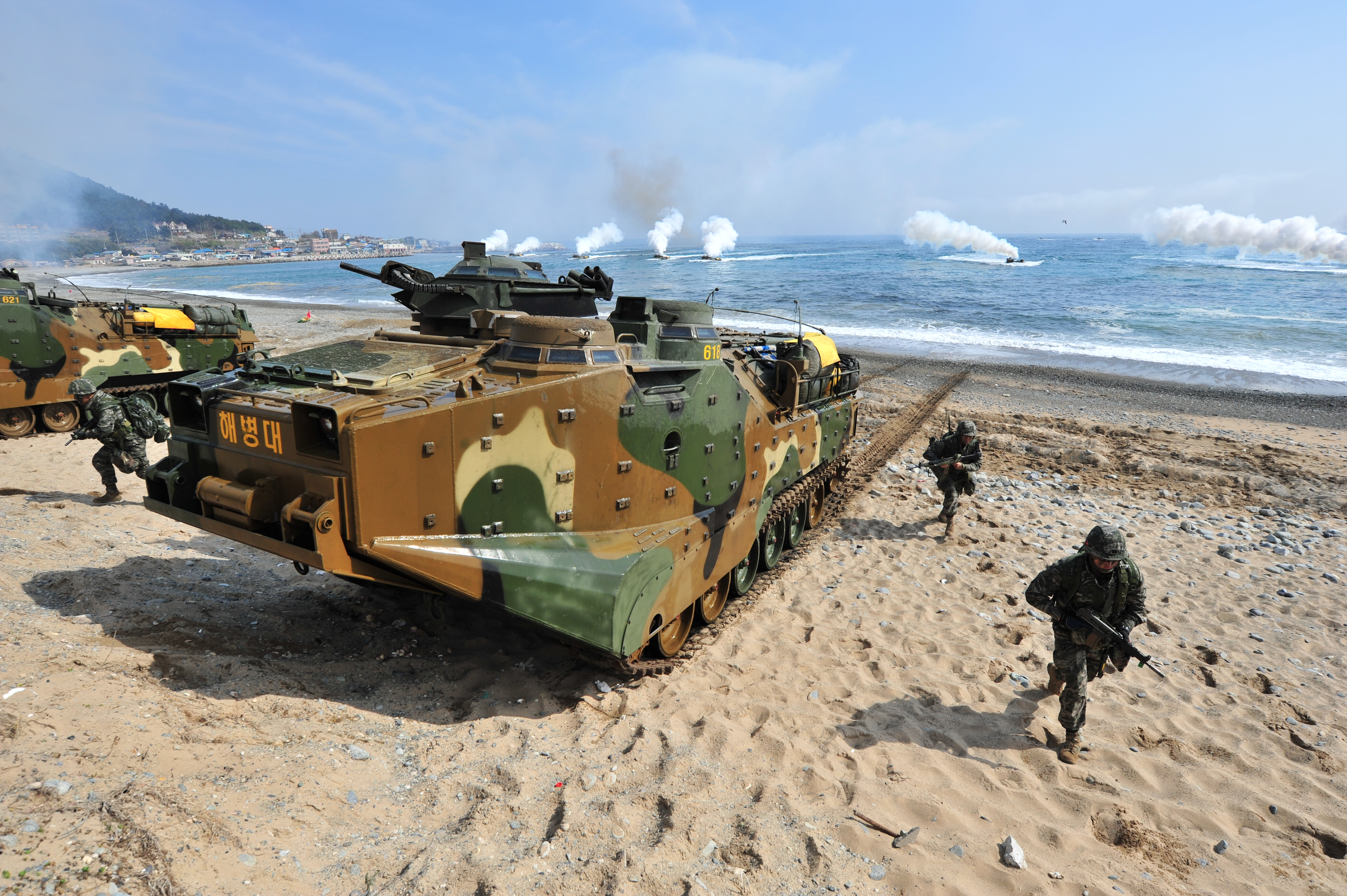
대한민국 해병대원들이 상륙 훈련을 하고 있다.

대한민국 해병대는 대한민국 해군 예하에 편성되어 있는 국가 전략기동군으로서 상륙 작전을 주임무로 한다. 해병대는 상륙작전을 수행하며 병력 2만 1천명, K1A1 전차와 K9 자주포, 상륙돌격장갑차(KAAVP7A1) 등의 기갑 차량, 상륙 장비를 보유하고 있다.
대한민국 해병대는 인천광역시 강화군, 경기도 김포시, 경상북도 포항시·경주시, 경상남도 창원시 진해구, 제주특별자치도 등의 방어, 상륙작전을 주요임무로 삼고 있으며, 해당 지역 일부 예비군 교육 및 훈련 등의 임무도 수행한다.
대한민국 해병대는 2개 사단, 2개 독립여단, 1개 독립연대 등으로 편성되어있다.

### 공군

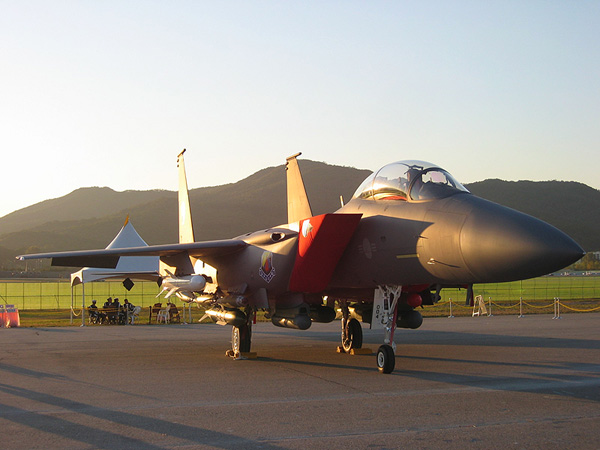
대한민국 공군의 주력기체 중 하나인 F-15K (슬램 이글)

대한민국 공군은 F-35A 39대, F-15K 59대, F-16 파이팅 팰콘 계열 165대, KF-5E/F 61대, FA-50 60대 규모의 전투기, KA-1 전선항공통제기/경공격기 19대 등의 전투비행전력을 갖추고 있다.
수송기는 전략 전술 수송기인 C-130J-30 4대, C-130H 계열 12대, CN-235-220M 18대가 있으며 VIP 수송용으로 대한항공에서 임차한 보잉 747-400 1대를 비롯해 보잉 737-300 1대, VCN-235 2대, VC-118 1대, BAe-748 2대가 있다. 또한 공중급유 임무도 수행할 수 있는 KC-330 시그너스 수송기 4대도 보유중이다.
정찰기로는 호커 800기를 개조한 금강정찰기와 백두정찰기 10대, RF-4C 18대, RKF-16 5대를 보유, 운용하고 있으며, 공중조기경보통제기로 보잉 E-737 피스아이 4대를 운용 중이다. 훈련기는 KC-100 나라온 23대, KT-1 기본 훈련기 82대, T-50 고등 훈련기 49대로 구성되어있다. 그 외에도 헬리콥터 40여대도 보유하고 있다. 또한 대한민국 공군은 대한민국 최초의 독자 개발 전투기인 KF-21 보라매의 취역을 앞두고 있으며, 원격지원 전자전기 사업, 스텔스 무인 전투기(UCAV)의 개발 및 사업을 진행 중이다.

## 예비군
상비군 수준의 정예화 된 예비군은 1961년 12월 27일, 박정희 대통령이 '향토 예비군 설치법'과 '향토 예비군 설치법 대통령 시행령', '비상 대비 자원 관리법', '징발 법에 관한 법률'을 정한 뒤 공표하였고, 1968년 4월 1일에 들어서 향토 예비군을 창설하게 되었다.

## 군인 계급 체계
군인사법 제 3조는 "장군은 장성으로 장교는 영관 및 위관으로 구분하고 장성은  원수, 대장, 중장, 소장 및 준장으로 한다. 영관은 대령, 중령 및 소령으로, 위관은 대위, 중위 및 소위로 한다. 준사관은 준위로 한다. 부사관은 원사, 상사, 중사 및 하사로 한다. 병은 병장, 상등병, 일등병 및 이등병으로 한다." 라고 대한민국 국군의 계급을 정의 한다.
한국군의 영어번역 명칭은 미군의 계급을 두고 아래에서부터 끼워 맞추는 방식으로 번역이 이루어져 있다. 하지만 실제로는 미군과 비교했을 때 1단계 정도 낮은 직무를 맡는다. 가령 육군 병장의 경우 Sergeant로 번역되지만 대개 부분대장급 아니면 분대원의 직무를 수행한다는 점에서 Corporal과 Specialist에 가깝다. 또 하사의 경우 Staff Sergeant로 번역되나 최하위 부사관이라는 신분과 부소대장 보다는 분대장 직무를 우선적으로 수행한다는 점에서 Sergeant에 가깝다. 이는 병, 부사관, 준사관의 경우 대다수의 나라가 그 구조를 달리하고 있어서 일대일 대응이 안되는 것에서 기인한다. 예시로 유럽의 군대와 자위대는 주임원사에 해당되는 직책이 주임준위인데, 신분 역시 준사관이 아닌 부사관으로 규정되는 등 미군과 계급구조가 다르다.
번역과 관련한 예시를 첨가하자면, 미 육군의 영국 육군 사이에서도 Corporal이 같은 단어라해도 같은 위치인 것도 아니다. 전자는 NCO 말단이며 경우에 따라서는 동일 서열인 병 신분의 Specialist라는 계급으로 전환될 수 있는 반면, 후자의 경우 NCO의 두 번째 계급이며 명백한 분대장 계급이기 때문이다. Staff Sergeant 역시 영국 육군에서는 준위 바로 아래에 위치하여 중대장을 보조하여 중대를 관리하는 상급 부사관(Senior NCO)인 반면, 미 육군에서는 소대장을 보조하는 부소대장급의 부사관이다.
이러하듯 한국군의 병장과 하사도 미국영어냐 영국영어냐에 따라 달리 번역될 수 있고, 대조하려는 군대의 계층 내 계급은 몇개인지 직무는 무엇인지 등을 따지면서 번역명칭과 체계를 살펴야 한다.
다만 장교의 경우, 서유럽 군대에 많은 모티브를 두었다면 어떠한 국가이든 계급이 동일하다. 즉 국군의 대위는 미군의 Captain과 일대응 완전 대응이 되기에 육군 Captain을 곧 육군 대위로 보아도 무방하다.
| 계급            | 계급            | 계급장    | 계급장 | 계급장 | 계급장    | 계급장 | 계급장 | 계급장 | 계급장    | 계급장 | 계급장 |
| 계급            | 계급            | 육군      | 육군   | 육군   | 해군      | 해군   | 해군   | 해병대 | 공군      | 공군   | 공군   |
| 계급            | 계급            | 포제 정장 | 금속제 | 포제   | 포제 정장 | 약장   | 금속제 | 해병대 | 포제 정장 | 금속제 | 포제   |
| --------------- | --------------- | --------- | ------ | ------ | --------- | ------ | ------ | ------ | --------- | ------ | ------ |
| 장성 (將星)     | 원수 (元帥)     |           |        |        |           |        |        |        |           |        |        |
| 장성 (將星)     | 대장 (大將)     |           |        |        |           |        |        |        |           |        |        |
| 장성 (將星)     | 중장 (中將)     |           |        |        |           |        |        |        |           |        |        |
| 장성 (將星)     | 소장 (少將)     |           |        |        |           |        |        |        |           |        |        |
| 장성 (將星)     | 준장 (准將)     |           |        |        |           |        |        |        |           |        |        |
| 영관 (領官)     | 대령 (大領)     |           |        |        |           |        |        |        |           |        |        |
| 영관 (領官)     | 중령 (中領)     |           |        |        |           |        |        |        |           |        |        |
| 영관 (領官)     | 소령 (少領)     |           |        |        |           |        |        |        |           |        |        |
| 위관 (尉官)     | 대위 (大尉)     |           |        |        |           |        |        |        |           |        |        |
| 위관 (尉官)     | 중위 (中尉)     |           |        |        |           |        |        |        |           |        |        |
| 위관 (尉官)     | 소위 (少尉)     |           |        |        |           |        |        |        |           |        |        |
| 준사관 (准士官) | 준위 (准尉)     |           |        |        |           |        |        |        |           |        |        |
| 부사관 (副士官) | 원사 (元士)     |           |        |        |           |        |        |        |           |        |        |
| 부사관 (副士官) | 상사 (上士)     |           |        |        |           |        |        |        |           |        |        |
| 부사관 (副士官) | 중사 (中士)     |           |        |        |           |        |        |        |           |        |        |
| 부사관 (副士官) | 하사 (下士)     |           |        |        |           |        |        |        |           |        |        |
| 병 (兵)         | 병장 (兵長)     |           |        |        |           |        |        |        |           |        |        |
| 병 (兵)         | 상등병 (上等兵) |           |        |        |           |        |        |        |           |        |        |
| 병 (兵)         | 일등병 (一等兵) |           |        |        |           |        |        |        |           |        |        |
| 병 (兵)         | 이등병 (二等兵) |           |        |        |           |        |        |        |           |        |        |

- 2016년부터 계급별 복무기간이 이등병 3개월, 일등병 7개월, 상등병 7개월, 병장 4개월 등으로 변경했다.[28]

## 같이 보기
| - 국방부(MND) - 합동참모본부(JCS) - 대한민국의 병역 제도 - 병역판정검사 - 나라사랑카드 - 대한민국의 군사조직 목록 - 대한민국 육군 - 대한민국 공군 - 대한민국 해군 - 대한민국 해병대 - 사령부 - 계룡대 - 육군본부 - 육군훈련소(KATC) - 공군본부 - 해군본부 - 계룡대근무지원단 - 국군계룡대지구병원 - 자운대 - 국군체육부대 - 국군 특수부대 - 국방개혁 2020 - 국방개혁 307계획 - 국방개혁 기본계획(2014~2030) - 국방개혁 2.0 - 대한제국군 | - 대한민국 차세대 전투기 사업(KFX) - 국방과학연구소(ADD) - 민간군사기업(PMC) - 대한민국의 병과 - 대한민국 병역명문가 - 대한민국 국군의 트랜스젠더 - 대한민국 국군의 성적 지향 및 성정체성 - 대한민국의 평화유지활동 - 국방홍보원 - 국방TV - 국방FM - 국방일보 - 미군 - 주한 미군 - 독일 연방군 - 이스라엘 방위군 - 영국군 - 프랑스군 - 국제 안보 지원군 - 유엔 평화유지군 - 퓨처 포스 워리어(en:Future Force Warrior) - 씨파워21(en:Sea Power 21) - 전력 투사(en:Power projection) - 대한민국 예비군 - 대한민국 민방위대 - 고대 동아시아 분쟁 기간에 우방국 연합 - 나당동맹 - 고구려의 대외 관계#오(吳) |

### 공식 웹사이트
- 대한민국 국방부 보관됨 2022-01-17 - 웨이백 머신
  - 합동참모본부 보관됨 2012-07-26 - 웨이백 머신
    - 대한민국 육군
    - 대한민국 해군
    - 대한민국 공군
    - 대한민국 해병대
    - 대한민국 예비군 보관됨 2012-01-16 - 웨이백 머신

### 관련 웹사이트
- 병무청
- 방위사업청 보관됨 2014-05-16 - 웨이백 머신
- 국방과학연구소(ADD) 보관됨 2020-10-29 - 웨이백 머신
- 국방대학교(KNDU) 보관됨 2021-04-17 - 웨이백 머신